# Le Génie du faux
 (avril 2015).
Si vous disposez d'ouvrages ou d'articles de référence ou si vous connaissez des sites web de qualité traitant du thème abordé ici, merci de compléter l'article en donnant les références utiles à sa vérifiabilité et en les liant à la section « Notes et références ».
Le Génie du faux est une mini-série télévisuelle de quatre fois une heure, réalisée par Stephane Kurc pour Antenne 2 en 1985, d'après le roman de Philippe Madral, Johann Gelder, faussaire de génie, librement inspiré de l'affaire Han van Meegeren.

## Synopsis
Delft, début des années trente : Johann Gelder (Patrick Chesnais), peintre aux débuts prometteurs et d’une grande virtuosité technique, voit son talent méconnu par les critiques et boudé par le public. Pour se venger, il met sur pied ce qui se révélera la plus grande mystification artistique du siècle. Installé en France sur la Côte d’Azur, il exécute quatre fausses toiles de Vermeer, le célèbre maître hollandais du XVIIe siècle, les fait authentifier par le plus grand expert hollandais du moment, Henrick Van Doorn (qui avait méprisé sa peinture) et en vend trois au musée Boijmans de Rotterdam. Il cèdera la quatrième, par défi, au maréchal Goering, en échange de vingt toiles de maîtres authentiques.
Après la guerre, il sera poursuivi pour collaboration avec les nazis, et devra se dénoncer comme faussaire pour sauver sa vie.

## Fiche technique
- Produit par la Société Française de Production / Antenne 2
- Réalisateur : Stephane Kurc
- Scénario : Philippe Madral
- Chef opérateur : Michel Carré
- Musique originale : Juan José Mosalini
- Chargé de production Antenne 2 : Jean Capin
- Diffuseur : Antenne 2
- Durée : 240 heures
- Diffusion : 15/11, 22/11, 29/11 et 6/12 1985[1].

## Distribution
- Patrick Chesnais : Johann Gelder
- Sylvie Orcier : Saskia et Héléna Van Doorn
- Patrice Kerbrat : Peter Romans
- Jean-Paul Roussillon : Simon Romans
- Jean-Pierre Sentier : Jérôme de Bazel
- François Perrot : Henrick Van Doorn
- Michael Lonsdale : Constantin Escher
- Leslie Caron : Mme Darchel
- Jenny Arasse : Carol Randall
- Roland Bertin : Pierre-Yves Darchel
- Michel Berto : Le juge d’instruction
- Manuela Gourary : Carla Vredeman
- Bruce Myers : Capitaine Schurmann
- Fred Personne : Le procureur
- Michel Vitold : L’avocat
- Véronique Chobaz : Anna
- Valérie Finifter : Michèle de Bertheuil
- Corine Blue : La journaliste
- Yves Barsacq : Le médecin de Johann
- Jean-Claude Montalban : Le président
- Adrian Brine : David Keyser
- Dolf de Vries : Willem Roermond
- Patrice Bouret : Jean Paulhan
- Bernard Rousselet : Le directeur du musée Boymans

## Récompenses et nominations
- 7 d'or 1986 : Nomination pour le prix du meilleur comédien pour Patrick Chesnais.